# Brennu-Njálssaga
Brennu-Njálssaga fue un cortometraje islandés dirigido por Friðrik Þór Friðriksson en 1980.

## Comentarios
Este fue el segundo trabajo filmográfico de Friðriksson y en Europa es ampliamente conocido por su título en inglés: The Saga of Burnt Njál. La trama básicamente trata sobre la quema de Njáll Þorgeirsson, protagonista de la saga de Njál, a su vez una obra maestra de la literatura islandesa de la Edad Media.
La banda sonora de este filme contiene la canción “Brennu-Njálssaga” la cual fue escrita por el grupo de new wave Þeyr y que también aparece en la versión en formato casete del sencillo Iður til Fóta. Hilmar Örn Hilmarsson aparece aquí agregando un collage de sonidos adicionales.